# Sicario (álbum)
Sicario es el quinto álbum de estudio de la banda de thrash metal Criminal y el segundo disco realizado en el extranjero, lanzado el 5 de septiembre de 2005 en Europa y el año 2006 en Chile. Fue grabado con el sello discográfico Metal Blade Records.
El primer sencillo del álbum fue «Rise and Fall» que presentaron en Santiago de Chile en el Teatro Caupolicán el 13 de mayo de 2006.

## Lista de temas
Todas las canciones escritas y compuestas por Criminal. 
| N.º   | Título                           | Duración |  |
| 1.    | «Rise and fall»                  | 3:43     |  |
| 2.    | «Time bomb»                      | 3:31     |  |
| 3.    | «Walking dead»                   | 4:57     |  |
| 4.    | «The root of all evil»           | 4:28     |  |
| 5.    | «Shot in the face»               | 4:28     |  |
| 6.    | «Sicario»                        | 4:19     |  |
| 7.    | «The land God forgot»            | 3:51     |  |
| 8.    | «Preacher of hate»               | 3:25     |  |
| 9.    | «Touch of Filth»                 | 3:31     |  |
| 10.   | «From the ashes»                 | 3:58     |  |
| 11.   | «Por la fuerza de la razón»      | 4:48     |  |
| 12.   | «Self destruction» (bonus track) | 2:58     |  |
| 46:54 |                                  |          |  |

## Personal
- Anton Reisenegger, voz y guitarra
- Rodrigo Contreras, guitarra
- Juan Francisco Kato Cueto, bajo
- Zac O’Neil, batería